# WNBA Rookie of the Year Award
Il "Women's National Basketball Association's Rookie of the Year Award" è il riconoscimento che ogni anno la WNBA conferisce al miglior rookie (matricola, giocatrice al suo primo anno nella lega) della stagione. 
- 1998 - Rookie of the Year: Tracy Reid, Charlotte Sting, Newcomer of the Year: Suzie McConnell, Cleveland Rockers
- 1999 - Rookie of the Year: Chamique Holdsclaw, Washington Mystics, Newcomer of the Year: Yolanda Griffith, Sacramento Monarchs
- 2000 - Betty Lennox, Minnesota Lynx
- 2001 - Jackie Stiles, Portland Fire
- 2002 - Tamika Catchings, Indiana Fever
- 2003 - Cheryl Ford, Detroit Shock
- 2004 - Diana Taurasi, Phoenix Mercury
- 2005 - Temeka Johnson, Washington Mystics
- 2006 - Seimone Augustus, Minnesota Lynx
- 2007 - Armintie Price, Chicago Sky
- 2008 - Candace Parker, Los Angeles Sparks
- 2009 - Angel McCoughtry, Atlanta Dream
- 2010 - Tina Charles, Connecticut Sun
- 2011 - Maya Moore, Minnesota Lynx
- 2012 - Nneka Ogwumike, Los Angeles Sparks
- 2013 - Elena Delle Donne, Chicago Sky
- 2014 - Chiney Ogwumike, Connecticut Sun
- 2015 - Jewell Loyd, Seattle Storm
- 2016 - Breanna Stewart, Seattle Storm
- 2017 - Allisha Gray, Dallas Wings
- 2018 - A'ja Wilson, Las Vegas Aces
- 2019 - Napheesa Collier, Minnesota Lynx
- 2020 - Crystal Dangerfield, Minnesota Lynx
- 2021 - Michaela Onyenwere, New York Liberty
- 2022 - Rhyne Howard, Atlanta Dream
- 2023 - Aliyah Boston, Indiana Fever
- 2024 - Caitlin Clark, Indiana Fever